# Gisbert Combaz

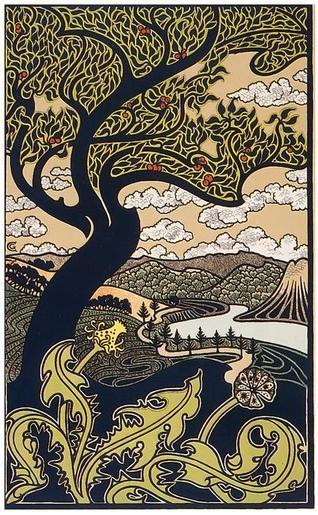
Baum und Tal, 1898

Gisbert Corneille Henri Paul Combaz (* 23. September 1869 in Antwerpen; † 18. Januar 1941 in Saint-Gilles) war ein belgischer Künstler (Grafiker, Plakatkünstler) und Spezialist für ostasiatische Kunst.

## Leben
Gisbert Combaz studierte zunächst Rechtswissenschaften an der Freien Universität in Brüssel, erhielt 1891 den Doktortitel und wurde als Anwalt tätig. Anfangs nur als Amateurkünstler tätig, stellte er ab 1886 bei Ausstellungen aus. 1893/94 studierte er an der Königlichen Akademie der Schönen Künste in Brüssel.
Ab 1895 unterrichtete Combaz Zeichnen am Institut Agricole in Gembloux. Von 1898 bis 1940 unterrichtete er an der École des Arts industrielles et décoratifs in Ixelles.  Darüber hinaus war er von 1912 bis 1939 als Professor für dekorative Komposition an der Akademie der Schönen Künste in Brüssel tätig. Zu seinen Schülern gehörte u. a. René Magritte.
Am 16. April 1895 heiratete er Martha Verhas, eine Tochter des Malers Jan Verhas, und wurde Vater dreier Kinder: Jean (1896), Suzanne (1897) und Denise (1903).
Combaz zahlreiche grafische Werke des Jugendstils: Postkarten, Ausstellungsplakate der Künstlergruppe „La Libre Esthétique“, gestaltete Bücher und entwarf auch Möbel, Kacheln und Stickereien.
Er beschäftigte sich auch intensiv mit der Kunst der Kunst des Fernen Ostens und publizierte dazu eine Reihe von Abhandlungen.

## Illustrierte Bücher
- Louis Delattre: Le Pays wallon. 1910.
- Dom Hadelin de Moreau: Nos aînés au champ d'honneur, Maredsous 1920.

## Wissenschaftliche Abhandlungen
- Les sépultures impériales de la Chine. In: Annales de la Société d'archéologie de Bruxelles 21, 1907, S. 381–
- Les palais impériaux de la Chine. In:  Annales de la Société royale d'archeologie de Bruxelles 21, 1908, S. 425–
- Les temples impériaux de la Chine. In:  Annales de la Société royale d'archeologie de Bruxelles 26, 1912, S. 223–324.
- Evolution du stupa en Asie, étude d'architecture bouddhique. In: Mélanges chinois et bouddhiques 2, 1932/33, S. 163–305.
- Evolution du stupa en Asie, étude d'architecture bouddhique. In: Mélanges chinois et bouddhiques 3, 1934/35, S. 93–44.
- L'Evolution du stupa en Asie. Les symbolismes du stupa. In: Mélanges chinois et bouddhiques 4, 1935/36, S. 1–125.
- L'Inde et l'orient classique. Librairie Orientaliste Paul Geuthner, Paris 1937
- La peinture chinoise vue par un peintre occidental. Introduction à l'histoire de la peinture chinoise. In: Mélanges chinois et bouddhiques 6, 1937, S. 42–141.
- Masques et dragons en Asie (= Mélanges chinois et bouddhiques 7, 1939–1945). Brügge 1945.